# Wautoma
Wautoma település az Amerikai Egyesült Államok Wisconsin államában, Waushara megyében, melynek megyeszékhelye is. Lakosainak száma 2209 fő (2020. április 1.).

## Népesség
A település népességének változása:

| 2010 | 2 218 |
| 2020 | 2 209 |